# Galactophora colellana
Galactophora colellana är en oleanderväxtart som beskrevs av G. Morillo. Galactophora colellana ingår i släktet Galactophora och familjen oleanderväxter. Inga underarter finns listade i Catalogue of Life.